# اوساکا
اوساکا (به ژاپنی: 大阪市) شهری مصوب در منطقه کانسای از هونشو در ژاپن است. این شهر پایتخت استان اوساکا و بزرگ‌ترین بخش منطقه شهری کیهانشین، دومین منطقه بزرگ در ژاپن و دهمین منطقه شهری در جهان با بیش از ۱۹ میلیون نفر ساکن است.
اوساکا به‌طور سنتی قطب اقتصادی ژاپن محسوب می‌شد. در دوره کوفون (۳۰۰–۵۳۸) این بندر به یک بندر مهم منطقه‌ای تبدیل شده بود و در قرن‌های ۷ و ۸، برای مدت کوتاهی به عنوان پایتخت امپراتوری خدمت می‌کرد. اوساکا در دوره ادو (۱۶۰۳–۱۸۶۷) به شکوفایی خود ادامه داد و به عنوان یک مرکز فرهنگ ژاپنی شناخته شد. پس از اصلاحات میجی، اندازه اوساکا بسیار گسترش یافت و سریعاً صنعتی شد. در سال ۱۸۸۹، اوساکا رسماً به عنوان یک شهرداری تأسیس شد.
اوساکا یک مرکز مالی اصلی ژاپن است. این شهر محل بورس اوراق بهادار اوساکا و همچنین شرکت‌های الکترونیکی چند ملیتی پاناسونیک و شارپ است. از بناهای دیدنی معروف در اوساکا می‌توان به قلعه اوساکا، معبد بزرگ سومییوشی-تایشا و شیتن‌نو-جی، قدیمی‌ترین معبد بودایی در ژاپن اشاره کرد.
اوساکا، «آشپزخانه ژاپن» و بزرگ‌ترین شهر ژاپن با غذاهای خوشمزه و آب‌وهوای عالی، آبراه‌ها و پل‌های معروف به «ونیز شرق»، باغ‌های گیلاس و قلعه‌های دیدنی، جاذبه‌ای محبوب برای گردشگران است.

## مترو
متروی اوساکا در سال ۱۹۳۳ تأسیس شده و هم‌اکنون دارای ۸ خط و ۱۲۳ ایستگاه می‌باشد.